# 성운

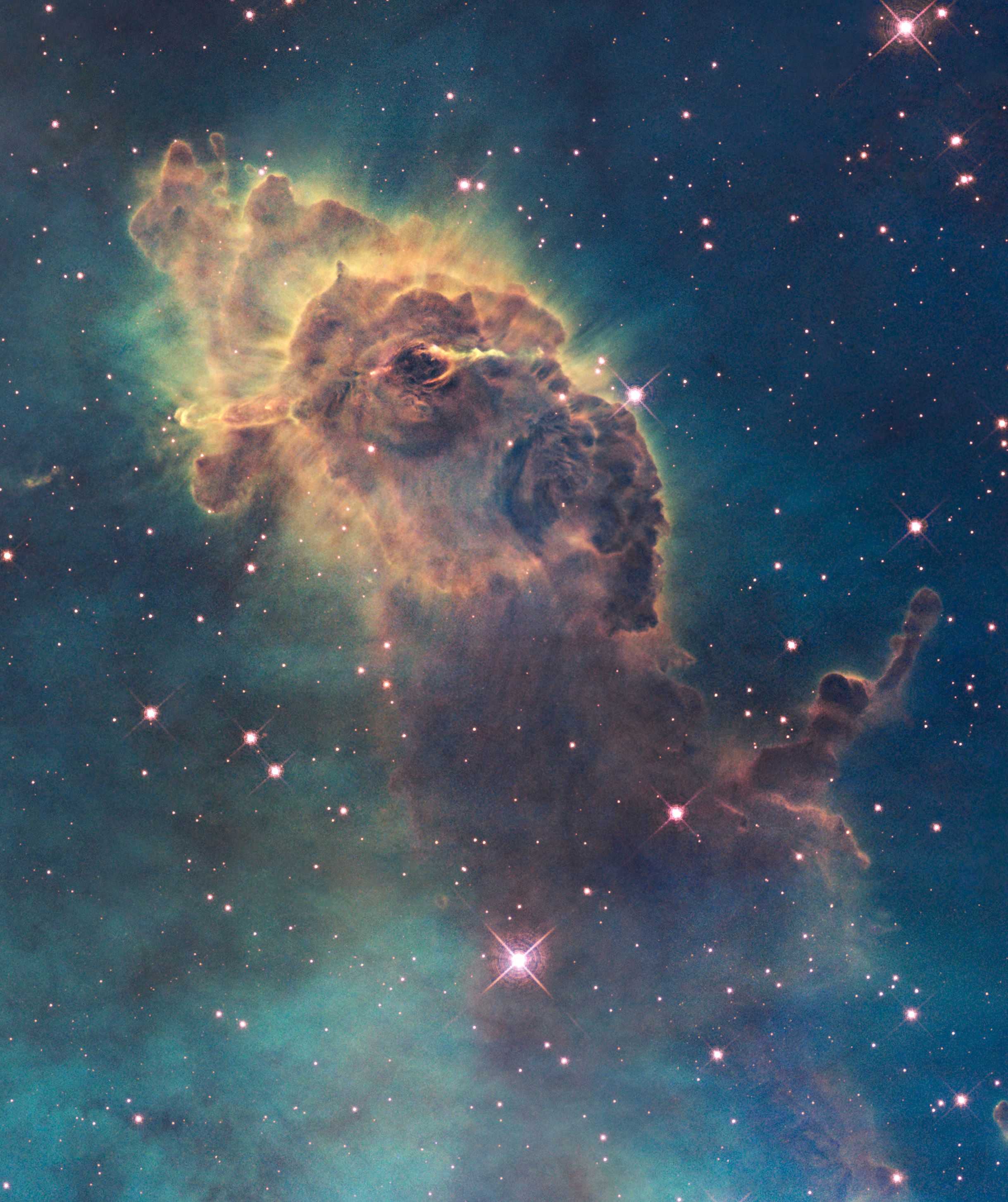
용골자리 성운의 일부.

성운(星雲)이란 성간 물질과 수소로 이루어진 구름이다. 서양의 명칭 네뷸라(영국 영어: Nebulae, 미국 영어: Nebula(e), 독일어: Nebelfleck, 프랑스어: Nébuleuse, 에스페란토: Nebulozo)는 구름을 의미하는 라틴어(nebula)에서 유래되었다.
많은 성운들은 성간물질이라 불리는 가스의 중력 수축으로부터 형성된다. 물질수축은 성간물질의 무게에 따라서 무거운 별들은 아마도 중심에 형성될 것이다. 그리고 가스의 자외선 복사는 주변의 가스를 이온화 시켜서 플라즈마를 형성하고 광학파장의 가시광선으로 만들어 준다. 이러한 성운의 예는 장미 성운 또는 펠리칸 성운이다. 이러한 H II 영역으로 알려진 성운의 크기는 초기 가스의 구름의 크기에 의존하여 다양하게 변하고, 형성되는 별의 개수도 굉장히 다양해질 수 있다. 별 탄생 지경에 젊고 느슨한 성운들로 알려진 별들이 생성된다.
몇몇의 성운들은 무겁고 짧은 일생을 사는 별들의 죽음에 의해서 생기는 초신성 폭발의 결과로 형성된다. 이 물질들은 초신성 폭발로부터 초신성 잔해로 되어서 이온화된 물질들이 떨어져 나간다. 이러한 성운의 가장 좋은 예는 황소자리의 게성운이다. 이것은 SN 1054로 1054년에 발견되었고, 이 성운 중심에는 폭발하는 동안에 만들어진 중성자별이 존재하고 있다.
또 다른 성운들은 행성상 성운을 형성할 것이다. 행성상 성운은 지구의 태양과 같은 낮은 질량의 별들의 일생의 최종단계이다. 이러한 별들은 질량이 태양의 8~10배 정도 이상의 적색 거성으로 진화하고, 대기가 맥동하는 동안에 천천히 바깥층을 잃어버리게 된다. 충분한 양의 물질을 별에서 잃어버렸을 때 온도가 올라가고 성운 주변을 이온화 시키기에 충분한 자외선을 방출한다. 이것의 97%는 수소이고 3%는 헬륨이다. 이것의 주된 목적은 내부의 평행을 이루기 위한 것이다.

## 성운의 종류
- 확산 성운: 대부분의 성운은 확산 성운이라 알려져 있는, 팽창하고 있으며 경계가 뚜렷하지 않은 성운이다.[1] 확산성운은 발광 성운, 반사 성운, 암흑 성운으로 구분된다. 이 분류는 어떻게 빛을 볼 수 있느냐에 의존하여 만들어졌다. 방출 성운은 이온화된 가스(대부분이 이온화된 수소)를 포함한다.[2] 그것이 방출 스펙트럼을 만들어 낸다. 이러한 방출 성운은 종종 HⅡ지역이라고 불린다. HⅡ라는 용어는 이온화된 수소에 관련하여 전문적인 천문학에서 사용된다. 방출 성운과 대조되는 반사성운은 그것들 스스로에 의해서 가시광선이 생성되지 않는다는 것을 의미한다. 그러나 이러한 성운들은 스스로 빛을 내지 않는 대신에 근처 별들로부터 빛을 반사한다.[2] 암흑 성운은 확산 성운과 비슷하나 그것들은 성운 자체의 방출 또는 반사 빛이 보이지 않는다. 대신에 훨씬 먼곳의 별들의 앞에 또는 방출성운의 앞에서 검은 구름으로 보인다.[2] 또한 그들 성운은 광학 파장에서 다른 모습을 보인다. 성운들은 자외선 파장의 방출에 밝은 광원으로 보인다. 이것의 방출은 성운안의 먼지로부터 오는 것이다.[2]

- 원시 행성상 성운: 원시 행성상 성운 (protoplanet nebula PPN)은 별이 빠르게 항성 진화를 하는 동안에 만기 점근 거성 부류 상태와 행성상 성운 상태 다음에 오는 사건 사이의 짧은 생애 상태의 천문학적인 물체이다.[3]

원시 행성상 성운은 강한 자외선을 방출하는 반사 성운의 한 종류이다. 정확히 원시 행성상 성운이 행성상 성운으로 될 때의 단계는 중심별이 온도에 의해서 결정된다.
- 행성상 성운: 행성상 성운은 백색왜성으로 진화할 때 작은 질량의 별들이 점근거성 부류의 별로부터 가스로 이루어진 껍질을 방출하여 형성된 성운이다.[2] 이들 성운은 방출성운으로 별 탄생 지역 안에서 찾은 방출 성운과 비슷한 스펙트럼 방출을 한다.[2] 전문적으로, 그들은 HⅡ지역의 한 유형이다. 왜냐하면 대부분의 수소가 이온화되어 있기 때문이다. 그러나, 행성상 성운은 별 탄생 지역안의 방출 성운보다 밀집되어 있고 좀 더 빽빽하다.[2] 행성상 성운이라 불리는 이유는 처음으로 관측한 천문학자가 이 물체를 보고 행성의 원반과 비슷하게 생긴 성운 물체라고 생각했기 때문이다. 그러나 실제로 이들은 행성과 연관이 없다.[4]
- 초신성 잔해: 초신성은 질량이 큰 별이 그들의 생애의 마지막에 도달했을 때 일어난다. 그때 별의 핵에서는 핵융합이 멈추고, 별들은 별들 안쪽으로 수축한다. 또한 가스는 내부러 떨어지면서 되돌아 오거나 핵으로부터 바깥으로 팽창하면서 굉장히 뜨거워 진다. 이로 인해 별의 폭발이 야기된다.[2] 특별한 확산 성운의 유형인 초신성 잔해는 가스 표면의 팽창으로부터 형성된다.[2] 비록 많은 광학적 빛과 X선이 이온화된 가스로부터 기원하여 초신성 잔해로부터 나온다. 그러나 상당한 양이 전파 방출이 싱크로트론 방출이라 불리는 비열적 방출로 인해서 나온다.[2] 이러한 방출은 자기장 안에 높은 속도를 가진 전자의 진동으로부터 기원한다.

## 유명한 성운 이름
- 개미 성운
- 부메랑 성운
- 고양이 눈 성운
- 게 성운
- 독수리 성운
- 용골자리 성운
- 모래시계 성운
- 오리온 성운
- 펠리칸 성운
- 고리 성운
- 장미 성운
- 독거미 성운
- 말머리 성운

## 기타 사항
- H I 영역
- H II 영역
- 확산 성운 목록
- 마젤란 은하
- 메시에 목록
- 오리온 분자 구름 구조
- 성간물질과 은하간 물질의 시각표

## 같이 보기
- 중성수소영역
- 전리수소영역
- 분자운
- 마젤란 은하
- 메시에 천체
- 성운설
- 오리온자리 분자운 복합체

## 참고 문헌
1. ↑  “The Messier Catalog: Diffuse Nebulae”. SEDS. 1996년 12월 25일에 원본 문서에서 보존된 문서. 2007년 6월 12일에 확인함.
2. 1 2 3 4 5 6 7 8 9 10  F. H. Shu (1982). 《The Physical Universe》. Mill Valley, California: University Science Books. ISBN 0-935702-05-9.
3. ↑  R. Sahai, C. Sánchez Contreras, M. Morris (2005). “A Starfish Preplanetary Nebula: IRAS 19024+0044”. 《Astrophysical Journal》 620: 948–960. doi:10.1086/426469.
4. ↑  E. Chaisson, S. McMillan (1995). 《Astronomy: a beginner's guide to the universe》 2판. Upper Saddle River, New Jersey: Prentice-Hall. ISBN 0-13-733916-X.